# Isaac Vossius
Isaac Vossius, född 1618 i Leiden, död 1689 i Windsor, var en nederländsk filolog; lärare i grekiska åt drottning Kristina. Han var son till Gerardus Joannis Vossius.

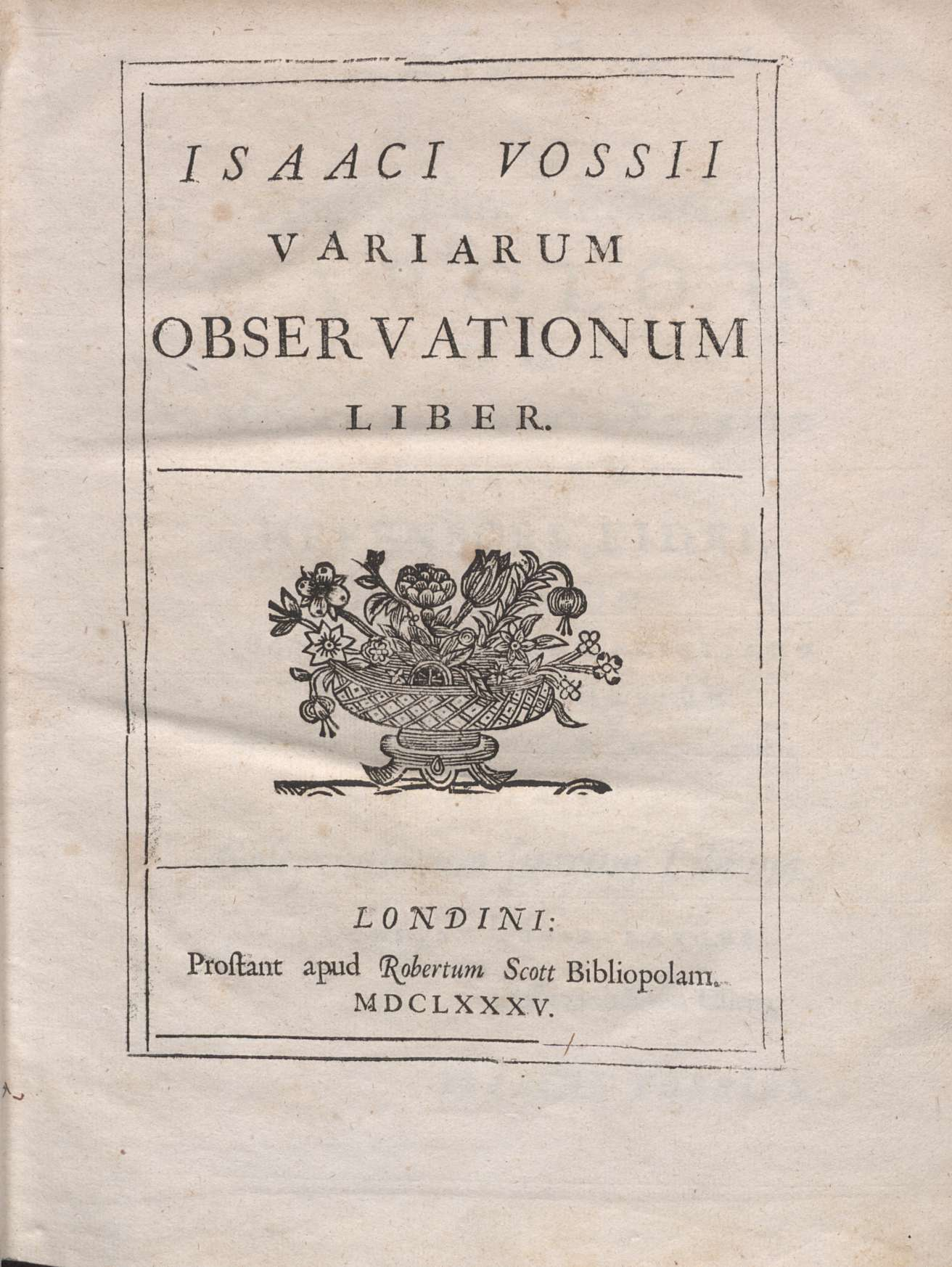
Variarum observationum liber, 1685

## Biografi
Vossius gjorde som ung stora framsteg i klassisk filologi samt i arabiska, matematik och fysik. Han besökte 1641-45 England, Frankrike och Italien för att inleda bekantskap med lärda män och samla värdefulla handskrifter samt utnämndes 1646 till holländsk historiograf och bibliotekarie i Amsterdam. 
1648 hörsammade han drottning Kristinas inbjudan att sälla sig till den hovstat av lärda utlänningar, som hon samlade omkring sin person. Han undervisade drottningen i grekiska, anställdes som hennes bibliotekarie och överhopades med hedersbevisningar, men föll flera gånger i onåd, bland annat på grund av sitt ständiga kiv med den lärde Salmasius. Efter drottningens tronavsägelse 1654, återvände Vossius till Holland och medförde som belöning Codex argenteus, vilken M.G. De la Gardie sedermera lyckades återköpa. Vossius flyttade sedan till Frankrike och 1670 till England, där han 1673 utnämndes till kanik i Windsor. 
Han utgav för sin tid värdefulla upplagor av Skylax, Pomponius Mela, Justinus Martyren och Catullus. Bland hans övriga arbeten märks De septuaginta interpretibus (flera arbeten, det sista utgivet 1686) och De poematum cantu et viribus rhythmis (1673). 

## Verkförteckning
- F.F. Blok: Isaac Vossius and his circle. His life until his farewell to Queen Christina of Sweden, 1618-1655. Groningen, Forsten, 2000. ISBN 90-6980-132-9